# Halte de Sauto
La halte de Sauto est une halte ferroviaire française de la ligne de Cerdagne (voie métrique), située sur le territoire de la commune de Sauto, dans le département des Pyrénées-Orientales en région Occitanie.
Elle est mise en service en 1910 par la Compagnie des chemins de fer du Midi et du Canal latéral à la Garonne.
C'est une halte voyageurs de la Société nationale des chemins de fer français (SNCF) desservie par le Train Jaune, train TER Occitanie spécifique pour la ligne de Cerdagne.

## Situation ferroviaire
Établie à 1 224 mètres d'altitude, la halte de Sauto est située au point kilométrique (PK) 22,727 de la ligne de Cerdagne (voie métrique), entre les gares de Fontpédrouse-Saint-Thomas-les-Bains et de Planès que l'on atteint après avoir franchi le pont de Cassagne (dit pont Gisclard).

## Histoire
En août 1910, le Conseil général émet le vœu qu'avant la livraison de la ligne à la Compagnie, l'État construise le chemin d'accès de la route nationale 116 à la halte. Dans sa réponse du 9 août 1911, le Ministre indique qu'une étude spéciale est actuellement diligentée par l'Administration supérieure.
La halte de Sauto est mise en service le 18 juillet 1910, avec la première section de Villefranche à Mont-Louis, par la Compagnie des chemins de fer du Midi et du Canal latéral à la Garonne. En 1914 il est établi un deuxième chemin d'accès.

## Service des voyageurs

### Accueil
Halte SNCF, c'est un point d'arrêt non géré (PANG) à entrée libre.

### Desserte
Sauto est desservie par des trains TER Occitanie (Train Jaune) qui effectuent des missions entre les gares de Villefranche - Vernet-les-Bains et de Latour-de-Carol - Enveitg.

### Intermodalité
Le stationnement de quelques véhicules est possible à proximité.